# Hayaatun Sillem
Hayaatun Sillem CBE FIET (de soltera Is'harc) es la directora general (CEO) de la Real Academia de Ingeniería del Reino Unido.

## Educación
Sillem nació en Londres  y creció en Sudáfrica. Estudió en los colegios Godolphin y Latymer. En 1998, obtuvo un máster en bioquímica por la Universidad de Oxford. En 2002, completó un doctorado financiado por Cancer Research UK en el University College de Londres, en el que investigó la vía de señalización JAK-STAT, bajo la supervisión de Ian M. Kerr.

## Carrera
Sillem se incorporó a la Real Academia de Ingeniería en 2002 como asesora de política de ingeniería «a pesar de que, si soy sincera, no sabía nada de ingeniería ni de política», afirmó. En 2005, se incorporó al Departamento de Desarrollo Internacional. En 2004, pasó a ser especialista del Comité Selecto de Ciencia y Tecnología y, más tarde, asesora especializada del Comité de Ciencia y Tecnología de la Cámara de los Comunes.
En 2006, Sillem se unió a la Real Academia de Ingeniería como Jefe de Actividades Internacionales. Dirigió la asociación de la Academia con África. Como tal, publicó Engineering Change: Hacia un futuro sostenible en el mundo en desarrollo. A continuación publicó Engineers for Africa: Identifying engineering capacity needs in Sub-Saharan Africa, a summary report. El informe identificaba las necesidades de capacidad en ingeniería que se sienten en toda el África subsahariana y desarrollaba enfoques para satisfacerlas.
Sillem fue nombrada Directora de Programas y Becas en 2011. Está interesada en cómo la ciencia y la ingeniería pueden ayudar en la administración humanitaria y cómo la ingeniería puede impulsar el desarrollo internacional. Publicó Investing in Innovation en 2015. En mayo de 2016, Sillem fue nombrada Directora de Estrategia y Directora Ejecutiva Adjunta de la Real Academia de Ingeniería. En marzo de 2017 fue nombrada miembro de la Institución de Ingeniería y Tecnología. Intervino en la presentación del libro de Angela Saini , Inferior: How Science Got Women Wrong and the New Research That's Rewriting the Story, en junio de 2017.
Sillem cofundó el centro empresarial de la Real Academia de Ingeniería. En diciembre de 2017, fue anfitriona de la décima conferencia STEM de jóvenes líderes árabes en Londres. Fue nombrada directora general de la Real Academia de Ingeniería en enero de 2018.  Es una de las promotoras del Año de la Ingeniería, que pretende aumentar la diversidad entre los ingenieros del Reino Unido a través de la campaña This is Engineering.
En 2019, Sillem ocupó el puesto 31 en la lista de las 50 "Mujeres más influyentes en la tecnología del Reino Unido" de Computer Weekly.
Es fideicomisaria del Museo del Transporte de Londres. Es juez del Premio St. Andrews de Medio Ambiente. Ha escrito para The Huffington Post.

### Premios y distinciones
Sillem fue nombrada Comandante de la Orden del Imperio Británico (CBE) en los Honores de Año Nuevo de 2020 por sus servicios a la ingeniería internacional.   En 2021, Sillem recibió el premio Suffrage Science de Ingeniería y Ciencias Físicas. En 2022, Sillem fue nombrada doctora honoris causa en Ingeniería por la Universidad de Newcastle.